# Conchylia nitidula
Conchylia nitidula är en fjärilsart som beskrevs av Stoll 1782. Conchylia nitidula ingår i släktet Conchylia och familjen mätare. Inga underarter finns listade i Catalogue of Life.

## Bildgalleri

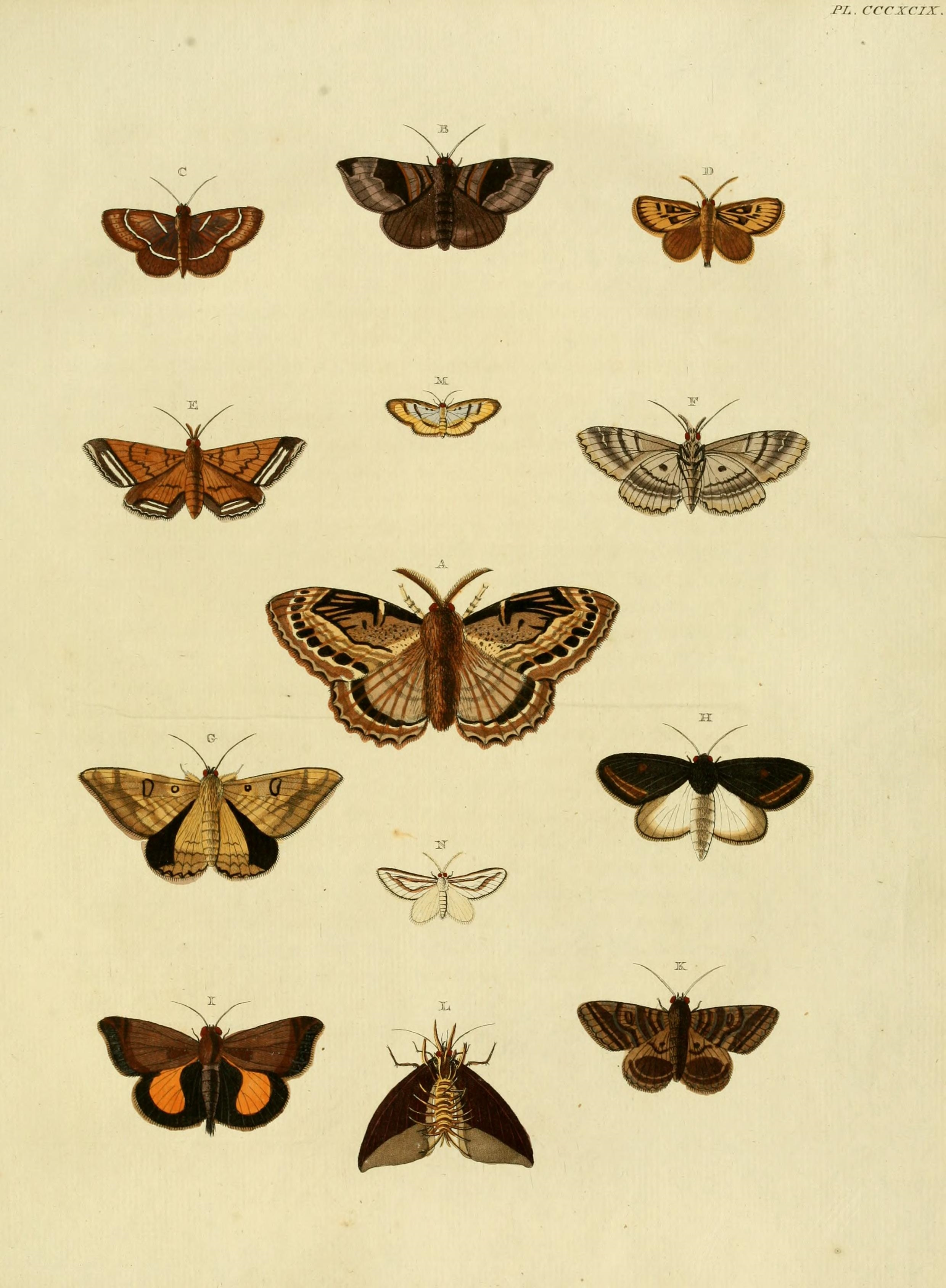